# Chợ Tân Định
Chợ Tân Định là một ngôi chợ nằm trên đường Hai Bà Trưng thuộc địa bàn phường Tân Định, Thành phố Hồ Chí Minh, Việt Nam. Đây là một trong những ngôi chợ có lịch sử lâu đời tại thành phố.

## Vị trí
Chợ Tân Định có địa chỉ tại số 314–336 đường Hai Bà Trưng, phường Tân Định, Quận 1, ngay góc đường Hai Bà Trưng và Nguyễn Hữu Cầu.

## Lịch sử
Ban đầu, chợ có tên là chợ Phú Hòa, do khi đó nằm trên địa bàn làng Phú Hòa cũ. Về sau, chính quyền sáp nhập các làng Tân Định, Phú Hòa, Nam Chơn vào ranh giới hành chính thành phố Sài Gòn và đặt thành hộ Tân Định, nên chợ Phú Hòa cũng đổi thành chợ Tân Định.
Năm 1926, Hội đồng thành phố Sài Gòn đã thông qua việc xây mới chợ với kinh phí 110.000 piastre. Chợ Tân Định mới do nhà thầu Pháp Société Indochinoise d'Études et de Constructions (SIDEC) thiết kế và thi công. Theo tờ báo Les Annales Coloniales, lễ khánh thành chợ được tổ chức vào ngày 26 tháng 7 năm 1927, với sự tham dự của các quan chức hàng đầu lúc bấy giờ như Thống đốc Nam Kỳ, Chủ tịch Hội đồng thuộc địa, thị trưởng Sài Gòn.
Chợ Tân Định lúc bấy giờ được xem là chợ nhà giàu vì giá bán thường cao hơn các chợ khác. Nguồn hàng là rau và thịt tươi ngon, sản xuất từ Gia Định. Nơi đây cũng được xem như vựa kinh doanh vải vụn lớn và rẻ nhất Sài Gòn.
Mặt trước của chợ nổi bật theo kiến trúc Pháp với ba tháp chuông, một tháp nằm giữa, hai tháp hai bên. Những năm 50–60 của thế kỷ trước, hai bên hông chợ còn có bãi đậu xe hơi, phía sau là bến xe ngựa.